# Macrostylis emarginata
Macrostylis emarginata là một loài chân đều trong họ Macrostylidae. Loài này được Mezhov miêu tả khoa học năm 2000.